# Cian McPhillips
Cian McPhillips (7 de junio de 2002) es un deportista de Irlanda que compite en atletismo. Ganó una medalla de oro en el Campeonato Europeo de Atletismo Sub-20 de 2021, en la prueba de 1500 m.